# Elysius conspersus
Elysius conspersus är en fjärilsart som beskrevs av Walker 1855. Elysius conspersus ingår i släktet Elysius och familjen björnspinnare. Inga underarter finns listade i Catalogue of Life.